# 4461 Sayama
4461 Sayama este un asteroid din centura principală, descoperit pe 5 martie 1990 de Atsushi Sugie.